# Damon Runyan
Ne doit pas être confondu avec Damon Runyon.
Damon Runyan est un acteur canadien né le 1er janvier 1976.

## Filmographie

### Cinéma
- 2005 : Treize à la douzaine 2 : le joueur de tennis professionnel
- 2006 : Adam & Eve & Steve : Steve
- 2008 : Jeux de mains : Andrew McWhirter
- 2010 : Webdultery : Dylan et l'ami de Fred
- 2011 : Triple A : Dicky
- 2012 : Crackmas : Charles
- 2012 : Cassidy : Cassidy Denver
- 2014 : Dead of Winter : John Garber
- 2016 : Prisoner X : Fischer
- 2016 : Frigid : Vincent
- 2018 : Anon : Jesper Nix
- 2023 : La Tresse : Josh
- 2024 : To Hold the Night : Ray
- 2024 : Out Come the Wolves : Nolan

### Télévision
- 2002 : Soul Food : le caméraman (1 épisode)
- 2003 : Queer as Folk : un mec sexy (1 épisode)
- 2003 : The Newsroom : Steve (1 épisode)
- 2004 : Kevin Hill : Officier Perkins (1 épisode)
- 2006-2008 : Supernatural : le petit-ami de Jenny (2 épisodes)
- 2007 : Smallville : Jackson (1 épisode)
- 2008 : L'Île du secret : Kevin Watson
- 2009 : Degrassi : La Nouvelle Génération : Coach Carson (6 épisodes)
- 2010 : The Bridge : Carl Harbin (1 épisode)
- 2011 : Le Feu de la vengeance : Al Paunovic
- 2011 : Against the Wall : Owen Spencer (1 épisode)
- 2011 : L'Esprit de Noël : Parker
- 2011 : Covert Affairs : Jerry (1 épisode)
- 2012 : Nikita : Carl (1 épisode)
- 2012 : Call Me Fitz : un policier (1 épisode)
- 2013 : Lost Girl : Roman Tyresius (1 épisode)
- 2013 : Un mari sur internet : Ryan Miller
- 2014 : The Listener : Finn Nightingale (1 épisode)
- 2014 : Haven : Jeffrey Doohan (2 épisodes)
- 2014 : Le Prince de minuit : Emmett
- 2015-2016 : Gangland Undercover : Charlie Connor et Charles Falco (14 épisodes)
- 2016 : Saint-Valentin pour toujours : Gavin
- 2017 : Suits : Avocats sur mesure : Andrew Hogan (1 épisode)
- 2017-2019 : Star Trek: Discovery : Ujilli (4 épisodes)
- 2021 : Home Before Dark : Paul Rutherford (5 épisodes)
- 2023 : A Royal Christmas Romance : Stefan